# Google Відео
Google Відео (англ. Google Videos Google Videos) — безкоштовний сервіс компанії Google, який становить собою пошукову систему з відеороликів. Раніше він був місцем для розміщення відеофайлів. Кожен зареєстрований користувач (за допомогою спеціального аккаунта Google) міг додавати свої відеофрагменти, але Google перестав додавати відео зі всіх акаунтів. Деякі відео могли продаватися через систему Google Зберігання відео. Користувачі сервісу мають можливість як програвати відеофайли безпосередньо, так і викачувати їх собі на комп'ютер (в форматі .gvi). Також відеофрагменти можуть бути впроваджені безпосередньо в HTML-код будь-якої вебсторінки.

## Історія
- Сервіс Google Video був запущений 25 січня 2005 року[1]
- 9 жовтня 2006 року Google купила колишнього конкурента — YouTube за $ 1,65 мільярда (акціями), проте не стала об'єднувати цей сервіс з Google Відео, обмежившись лише інтеграцією з пошуковою системою з відеороликів.
- У 2009 році на Google Відео була закрита можливість додавання нових роликів, проте попередньо отримані продовжували працювати.
- 25 квітня 2011 року Google скасувала своє бажання закрити доступ до сервісу. Перегляд відео продовжив працювати. Також Google здійснила перенесення всього вмісту на YouTube зі збереженням посилань Google Video.

## Доступ до сервісу
Спочатку доступ до сервісу був тільки у США. Пізніше сервіс Google Відео став доступний для користувачів з інших країн, у тому числі у Великій Британії, Франції, Німеччині, Італії, Канаді та Японії. Незалежно від цього провайдери мали можливість обмежити доступ до відеофайлів для користувачів з визначених країн проживання.